# Évariste Galois
Évariste Galois (Bourg-la-Reine, 25 de octubre de 1811-París, 31 de mayo de 1832) fue un  matemático y revolucionario francés. Mientras aún era un adolescente, fue capaz de determinar la condición necesaria y suficiente para que una ecuación algebraica sea resuelta por radicales. Dio solución a un problema abierto mediante el nuevo concepto de grupo de permutaciones. Su trabajo ofreció las bases fundamentales para la teoría que lleva su nombre, una rama principal del álgebra abstracta. Fue el primero en utilizar el término «grupo» en un contexto matemático.
La teoría de Galois constituye una de las bases matemáticas de la modulación CDMA utilizada en comunicaciones y, especialmente, en los sistemas de navegación por satélite, como GPS, GLONASS y otros.[cita requerida]

## Biografía
Évariste Galois nació en Bourg-la-Reine, una ciudad a las afueras de París. Su padre fue Nicolas-Gabriel Galois, director de la escuela de la localidad que llegaría a ser elegido alcalde de la comuna al frente del partido liberal, partidario de Napoleón. Su madre, Adelaide-Marie, era una persona de indudables cualidades intelectuales, hija de una familia de abogados muy influyente de París.
Hasta los doce años, Évariste fue educado por su madre, junto con su hermana mayor Nathalie-Théodore, consiguiendo una sólida formación en latín y griego, así como en los clásicos. Era un muchacho muy inteligente, pero aunque muchos consideran que fue un niño prodigio de las matemáticas, no es probable que durante su educación más temprana el joven tuviera una profunda exposición a las matemáticas (aparte de la aritmética elemental) y tampoco se tiene noticia de que se hubieran dado casos de talento matemático especial en su familia.
Su educación académica empezó a la edad de 12 años cuando ingresó en el liceo real Louis-le-Grand, de París, donde habían estudiado Robespierre y Víctor Hugo. Allí tuvo sus primeros escarceos de tintes políticos (un enfrentamiento con el director del internado) que se saldaron con la expulsión de varios alumnos, entre los cuales él no estaba, pero que forjaron una incipiente rebeldía hacia la autoridad (especialmente un ideario antieclesiástico y antimonárquico que mantuvo hasta su muerte). Durante los dos primeros años en el liceo Louis-le-Grand, Galois tuvo un rendimiento normal e incluso llegó a ganar algunos premios en griego y latín. Pero en tercero, su trabajo de retórica fue reprobado y tuvo que repetir curso. Fue entonces cuando Galois entró en contacto con las matemáticas: tenía entonces 15 años. Después de entrar en las matemáticas, tuvo interés en la geografía.
El programa de matemáticas del liceo no difería mucho del resto; sin embargo, Galois encontró en él el placer intelectual que le faltaba. El curso impartido por Ms. Vernier despertó el genio matemático de Galois. Tras asimilar sin esfuerzo el texto oficial de la escuela y los manuales al uso, Galois empezó con los textos más avanzados de aquella época: estudió la geometría de Legendre y el álgebra de Lagrange. Galois profundizó considerablemente en el estudio del álgebra, una materia que entonces todavía tenía muchas lagunas y cuestiones oscuras. Y así llegó a conocer la cantidad de problemas sin resolver que encerraba aquella disciplina. Problemas que pasaron a ocupar la mayor parte de su tiempo de estudio. Empezó a descuidar las otras materias, atrayendo hostilidad de los profesores de humanidades. Incluso Vernier le sugirió la necesidad de trabajar más en otras disciplinas distintas.
Sin embargo, Galois tenía una idea clara: quería ser matemático y quería entrar en la École polytechnique. Así, decidió presentarse con un año de antelación (1828) al examen de acceso. Al carecer de la formación fundamental en diversos aspectos y sin haber recibido el curso habitual preparatorio de matemáticas, Évariste fue rechazado. Galois no aceptó este rechazo inicial, y ello aumentó su rebeldía y su oposición a la autoridad. No obstante, continuó progresando rápidamente en el estudio de las matemáticas durante el segundo curso impartido en el liceo Louis-le-Grand, en este caso por Ms. Richard, quien supo ver las cualidades del joven y solicitó que fuera admitido en la École polytechnique. Aunque la solicitud de Richard no fue atendida, la dedicación y el impulso que Galois recibió de su profesor tuvo resultados notables.
Siendo todavía estudiante del Louis-le-Grand, Galois logró publicar su primer trabajo (una demostración de un teorema sobre fracciones continuas periódicas) y poco después dio con la clave para resolver un problema que había tenido en jaque a los matemáticos durante más de un siglo (las condiciones de resolución de ecuaciones polinómicas por radicales). Sin embargo, sus avances más notables fueron los relacionados con el desarrollo de una teoría nueva cuyas aplicaciones desbordaban con mucho los límites de las ecuaciones algebraicas: la teoría de grupos.
El destino no le iba a deparar muchos más éxitos. Pocos días antes de presentarse al segundo (y definitivo) examen de acceso a la École polytechnique, el padre de Évariste se quitaba la vida. En este contexto, Galois se presentó y, con sus habituales maneras rebeldes y su desprecio por la autoridad, se negó a seguir las indicaciones de los examinadores al rehusar justificar sus enunciados. Y, naturalmente, fue rechazado definitivamente.
Viéndose obligado a considerar la entonces menos prestigiosa École normale, Galois se presentó a los exámenes de bachillerato (necesario para ser admitido), y esta vez fue aprobado gracias a su excepcional calificación en matemáticas. Galois fue admitido en la École normale más o menos al mismo tiempo que sus revolucionarios trabajos sobre teoría de grupos eran evaluados por la Academia de Ciencias. Sin embargo, sus artículos nunca llegaron a ser publicados en vida de Galois. Inicialmente se lo envió a Cauchy, quien lo rechazó porque su trabajo tenía puntos en común con un reciente artículo publicado por Abel. Galois lo revisó y se lo volvió a remitir, y en esta ocasión, Cauchy lo remitió a la academia para su consideración; pero Fourier, el secretario vitalicio de la misma y el encargado de su publicación, murió poco después de recibirlo y la memoria se traspapeló. El premio fue otorgado ex æquo a Abel y a Jacobi, y Évariste acusó a la academia de una farsa para desacreditarle.
A pesar de la pérdida de la memoria enviada a Fourier, Galois publicó tres artículos aquel mismo año en el Bulletin des sciences mathématiques, astronomiques, physiques et chimiques del Barón de Férussac. Estos trabajos presentan los fundamentos de la teoría de Galois y, aunque se trataba de un trabajo inconcluso, prueban sin lugar a dudas que el joven había llegado más lejos que ningún otro matemático en el campo del álgebra relacionado con la resolución de ecuaciones polinómicas. 
Para entonces, la vida de Galois empezaba a estar teñida de un marcado tinte político. En julio de 1830, los republicanos se levantaron y obligaron a exiliarse al rey Carlos X. No obstante, el triunfo de los republicanos, entre los que se encontraba el joven Galois, fue aplastado por la llegada al trono de un nuevo rey: Luis Felipe de Orleans. Galois participó activamente en las manifestaciones y sociedades republicanas. Fue expulsado por ello de la École normale. En la primavera de 1831, con apenas 19 años, Galois fue detenido y encarcelado durante más de un mes, acusado de sedición, tras un desafiante brindis en nombre del rey. Inicialmente fue absuelto, pero volvió a ser arrestado por otra actitud sediciosa en julio, y esta segunda vez pasó ocho meses en prisión.
Durante aquel año de 1831, Galois por fin había redondeado las cuestiones pendientes en su trabajo y lo había sometido a la consideración de Poisson, quien le recomendó que lo presentara de nuevo a la Academia. Más tarde, aquel mismo año, el propio Poisson recomendó a la Academia que rechazara su trabajo con la indicación de que «sus argumentaciones no estaban ni lo suficientemente claras ni suficientemente desarrolladas para permitirles juzgar su rigor». El propio Poisson, a pesar de su enorme prestigio matemático y de sus esfuerzos, no llegó a comprender los resultados que le presentaba aquella memoria. Galois recibió la carta de rechazo en prisión.
Un mes antes de su muerte, el 29 de abril de 1832, Galois fue liberado de su encarcelamiento. Los detalles que condujeron a su duelo (supuestamente a causa de un lío de faldas) no están claros. Lo que queda para la historia es la noche anterior al evento. Évariste Galois estaba tan convencido de la inminencia de su muerte que pasó toda la noche escribiendo cartas a sus amigos republicanos y componiendo lo que se convertiría en su testamento matemático. En estos últimos papeles, describió someramente las implicaciones del trabajo que había desarrollado en detalle y anotó una copia del manuscrito que había remitido a la academia junto con otros artículos.
El 30 de mayo de 1832, a primera hora de la mañana, Galois perdió un duelo de pistolas contra el campeón de esgrima del ejército francés, y falleció al día siguiente a las diez de la mañana (probablemente de peritonitis), en el hospital Cochin. Sus últimas palabras a su hermano Alfredo fueron: «¡No llores! Necesito todo mi coraje para morir a los veinte años».
Las contribuciones matemáticas de Galois se publicaron finalmente en 1843, cuando Joseph Liouville revisó sus manuscritos. Este declaró que aquel joven,  en verdad, había resuelto el problema de Abel por otros medios que suponían una verdadera revolución en la teoría de las matemáticas empleadas. El manuscrito apareció en el número de octubre de 1846 del Journal des mathématiques pures et appliquées.
En memoria suya, se celebra en Argentina, el 31 de mayo, el Día del Matemático.

## Contribuciones
Última página de la carta de Galois a su amigo Auguste Chevalier, fechada el 29 de mayo de 1832, dos días antes de la muerte de Galois:

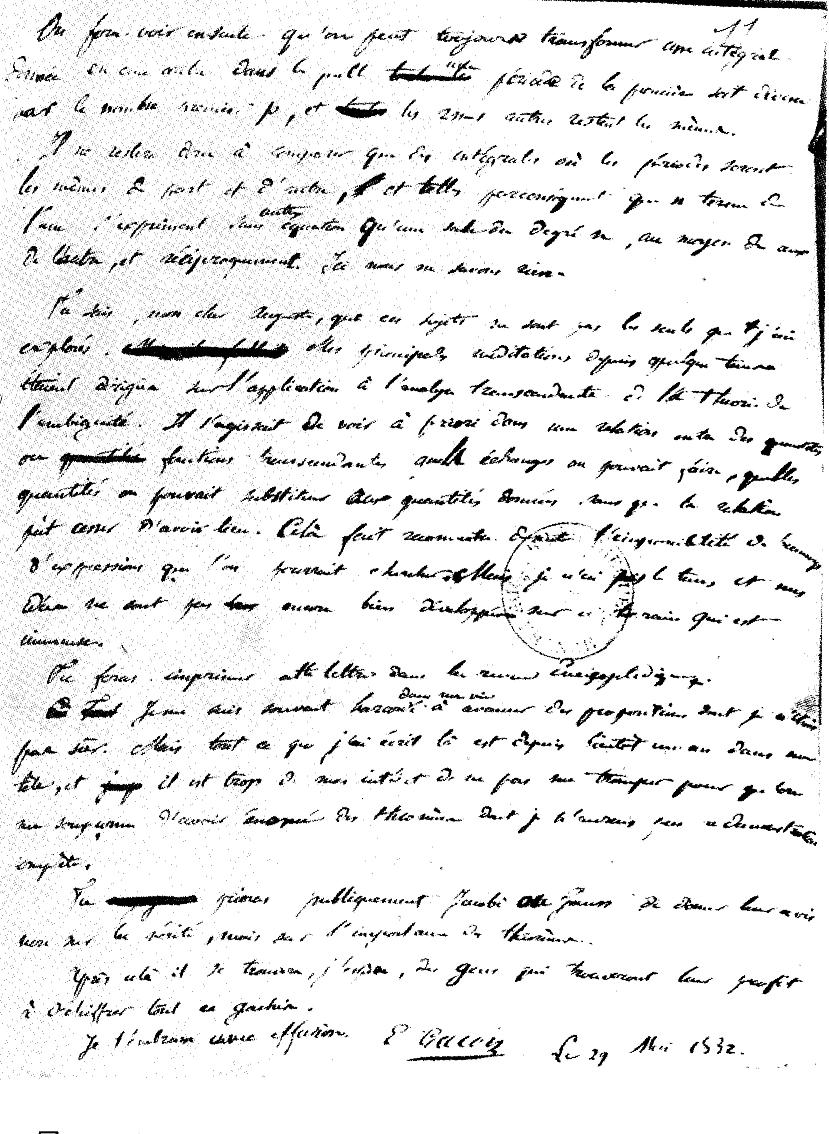
Última página del testamento matemático de Galois, de su puño y letra. La frase "descifrar todo este lío" ("déchiffrer tout ce gâchis") está en la penúltima línea.

Demostraremos entonces que siempre podemos transformar una integral dada en otra en la que un período de la primera se divide por el número primo p, y los otros 2n-1 permanecen iguales.Quedará pues por comparar sólo integrales en las que los períodos sean iguales en ambos lados, y tales por consiguiente que n términos de la una se expresen sin otra ecuación que una de grado n, por medio de los de la otra, y viceversa. Aquí no sabemos nada.
Usted sabe, mi querido Augusto, que estos no son los únicos temas que he estado explorando. Desde hace algún tiempo, mis principales meditaciones se dirigen a la aplicación de la teoría de la ambigüedad al análisis trascendental. Se trataba de ver a priori en una relación entre cantidades o funciones trascendentales qué intercambios podían hacerse, qué cantidades podían sustituir a las cantidades dadas sin que la relación dejara de existir. Esto hace reconocer inmediatamente la imposibilidad de muchas expresiones que se podrían buscar. Pero no tengo tiempo y mis ideas aún no están bien desarrolladas en este inmenso campo.
Usted hará imprimir esta carta en la Revue encyclopédique.
A menudo me he aventurado en mi vida a presentar propuestas de las que no estaba seguro. Pero todo lo que he escrito aquí ha estado en mi cabeza durante casi un año, y me interesa demasiado no equivocarme para que alguien sospeche que he enunciado teoremas de los que no tengo una demostración completa.
Pediré públicamente a Jacobi o a Gauss que den su opinión, no sobre la verdad, sino sobre la importancia de los teoremas.
Después habrá, espero, gente a la que le resulte provechoso descifrar todo este embrollo.
Os abrazo efusivamente. 
E. Galois 29 de mayo de 1832

### Álgebra
Mientras que muchos matemáticos antes de Galois consideraron lo que ahora se conocen como grupos, fue Galois el primero en usar la palabra "grupo" (en francés "groupe") en un sentido cercano al sentido técnico que se entiende hoy en día, lo que lo convierte en uno de los fundadores de la rama de la álgebra conocida como teoría de grupos. Él llamó a la descomposición de un grupo en sus cosetes izquierdo y derecho una "descomposición propia" si los cosetes izquierdo y derecho coinciden, lo que hoy se conoce como un subgrupo normal. También introdujo el concepto de un campo finito (también conocido como un campo de Galois en su honor) en esencia en la misma forma en que se entiende hoy.
En su última carta a Chevalier y los manuscritos adjuntos, el segundo de tres, realizó estudios básicos sobre grupos lineales sobre campos finitos:
Construyó el grupo lineal general sobre un campo primo, GL(ν, p), y calculó su orden, al estudiar el grupo de Galois de la ecuación general de grado pν. Construyó el grupo lineal especial proyectivo PSL(2,p). Galois los construyó como transformaciones lineales fraccionarias y observó que eran simples excepto si p era 2 o 3. Estos fueron la segunda familia de grupos simples finitos, después de los grupos alternantes. Señaló el hecho excepcional de que PSL(2,p) es simple y actúa sobre p puntos si y solo si p es 5, 7 o 11.

### Teoría de Galois
La contribución más significativa de Galois a las matemáticas es su desarrollo de la teoría de Galois. Se dio cuenta de que la solución algebraica de una ecuación polinomio está relacionada con la estructura de un grupo de permutaciones asociado con las raíces del polinomio, el grupo de Galois del polinomio. Descubrió que una ecuación se puede resolver en raíces si se puede encontrar una serie de subgrupos de su grupo de Galois, cada uno de ellos normal en su sucesor con un cociente soluble abeliano, es decir, su grupo de Galois es soluble. Esto resultó ser un enfoque fecundo, que matemáticos posteriores adaptaron a muchos otros campos de las matemáticas además de la teoría de ecuaciones a la que Galois la aplicó originalmente.

### Análisis
Galois también hizo algunas contribuciones a la teoría de integral abelianas y fracción continuas.
Como se escribió en su última carta, Galois pasó del estudio de las funciones elípticas a la consideración de las integrales de las diferenciales algebraicas más generales, hoy llamadas integrales abelianas. Clasificó estas integrales en tres categorías.

### Fracciones continuas
En su primer artículo en 1828, Galois demostró que la fracción continua regular que representa una raíz cuadrada cuadrática ζ es puramente periódica si y solo si ζ es una raíz reducida, es decir, {\displaystyle \zeta >1} y su conjugado {\displaystyle \eta } satisface {\displaystyle -1<\eta <0}.
De hecho, Galois demostró algo más que esto. También demostró que si ζ es una raíz cuadrada reducida y η es su conjugado, entonces las fracciones continuas para ζ y para (−1/η) son ambas puramente periódicas, y el bloque repetido en una de esas fracciones continuas es la imagen especular del bloque repetido en la otra. En símbolos tenemos
{\displaystyle {\begin{aligned}\zeta &=[\,{\overline {a_{0};a_{1},a_{2},\dots ,a_{m-1}}}\,]\\[3pt]{\frac {-1}{\eta }}&=[\,{\overline {a_{m-1};a_{m-2},a_{m-3},\dots ,a_{0}}}\,]\,\end{aligned}}}
donde ζ es cualquier raíz cuadrada reducida, y η es su conjugado.
A partir de estos dos teoremas de Galois se puede deducir un resultado ya conocido por Lagrange. Si r > 1 es un número racional que no es un cuadrado perfecto, entonces
{\displaystyle {\sqrt {r}}=\left[,a_{0};{\overline {a_{1},a_{2},\dots ,a_{2},a_{1},2a_{0}}},\right].}
En particular, si n es cualquier entero positivo que no es un cuadrado, la expansión de fracción continua regular de √n contiene un bloque repetido de longitud m, en el cual los primeros m − 1 denominadores parciales forman una cadena palindrómica.

## Eponimia
- El cráter lunar Galois lleva este nombre en su memoria.